# Breedstaartkolibrie
De breedstaartkolibrie (Selasphorus platycercus) is een vogel uit de familie Trochilidae (kolibries).

## Verspreiding en leefgebied
Deze soort komt voor in de bergen van de westelijk-centrale Verenigde Staten tot Mexico en Guatemala.